# 水蜡烛属
水蜡烛属（学名：Dysophylla）是唇形科下的一个属，为草本植物。该属共有约27种，分布于南亚及东南亚。
现并入刺蕊草属 （Pogostemon Desf.）。